# Szikesfalu község
Szikesfalu község (románul: Comuna Sichevița) község Krassó-Szörény megyében, Romániában. Központja Szikesfalu, beosztott falvai Brestelnic, Camenița, Cracu Almăj, Curmătura, Cârșie, Felsőlupkó, Frăsiniș, Krusovica, Liborajdea, Lucacevăț, Martinovăț, Ogașu Podului, Ravenszkavölgy, Streneac, Valea Orevița, Valea Sicheviței, Zănou, Zăsloane.

## Népessége
A 2011-es népszámlálás adatai alapján a község népessége 2230 fő volt.